# The Happy Prince
The Happy Prince este un film britanic genul dramă biografică despre Oscar Wilde, scris și regizat de Rupert Everett. Filmul îi are în distribuție pe Rupert Everett, Colin Firth, Colin Morgan, Emily Watson, Edwin Thomas și Tom Wilkinson. Va avea premiera la Festivalul de Film Sundance din 2018.

## Distribuția
- Rupert Everett în rolul Oscar Wilde[3]
- Colin Firth[3] în rolul Reggie Turner
- Colin Morgan în rolul Lord Alfred "Bosie" Douglas[4]
- Emily Watson în rolul Constance Lloyd[3]
- Tom Wilkinson[3] în rolul Fr Dunne
- Anna Chancellor în rolul Mrs. Arbuthnott
- Edwin Thomas[3] în rolul Robbie Ross
- Béatrice Dalle[3] în rolul managerului cafenelei
- Julian Wadham în rolul Top Hat
- John Standing[3] în rolul Dr Tucker
- André Penvern[4] în rolul Dl. Duploirier
- Tom Colley[4] în rolul Maurice Gilbert
- Stephen M. Gilbert[4] în rolul Paine
- Alister Cameron[4] în rolul Dl. Howard
- Benjamin Voisin[4] în rolul Jean

## Producția
Filmările principale ale filmului ai început la mijlocul lunii septembrie 2016 în Bavaria, Germania. Filmările au fost realizate, de asemenea, în Franța, Belgia și Italia. BBC Films a produs filmul, distribuția britanică fiind asigurată de Lionsgate UK.